# Jaciara (kommun)
Jaciara är en kommun i Brasilien.   Den ligger i delstaten Mato Grosso, i den centrala delen av landet, 800 km väster om huvudstaden Brasília. Antalet invånare är 25 666.
Följande samhällen finns i Jaciara:
- Jaciara

Omgivningarna runt Jaciara är huvudsakligen savann. Runt Jaciara är det mycket glesbefolkat, med 7 invånare per kvadratkilometer.